# Insider trading
Insider trading je anglický výraz pro obchodování akcií či jiných cenných papírů korporace někým, kdo má o této korporaci neveřejné informace (například doposud nezveřejněnou hospodářskou bilanci, investiční záměry, informace o akvizicích či fúzích s jinými firmami, atp.).
Insider trading je implicitně definován a chápán jako případ, kdy s cennými papíry korporace obchodují lidé znalí informací o ní ve větší míře než veřejně známé (například její zaměstnanci, podílníci, klíčoví lidé jejího managementu a exekutivy). Nicméně v médiích často dochází k posunu tohoto významu a ty jako insider trading označují odcizení informací zneužitelné na podílovém trhu nebo trhu cenných papírů pro tu kterou korporaci.
Insider trading je obchod s firemními akciemi nebo jinými cennými papíry (např. dluhopisy nebo opcemi na akcie), ve kterém mají jedinci potenciální přístup k neveřejným informacím o společnosti. Ve většině zemí je dovoleno, aby s nimi obchodovali interní zaměstnanci podniku, jako jsou vedoucí pracovníci, klíčoví zaměstnanci, ředitelé nebo velcí akcionáři. Obchodování probíhá tak, aby tito lidé nezneužili neveřejných informací. Tento termín se často používá v situaci, ve které insider nebo příbuzná strana obchoduje, na základě neveřejných informací získaných během výkonu povolání, u dané společnosti. Výraz lze použít také pro situaci, kdy je prolomen důvěrný vztah, nebo když neveřejné informace byly zneužity samotnou společností.
Podle soudnictví ve Spojených státech a několika dalších zemí. Obchody, které byly uskutečněné vedoucími pracovníky, klíčovými zaměstnanci, řediteli nebo významnými akcionáři (v USA je to osoba, která vlastní minimálně 10 % kmenových akcií), musí být zveřejněny nebo oznámeny regulačním orgánům obvykle do několika dnů od uskutečnění obchodu. Mnoho investorů si prohlíží tyto zprávy v naději, že napodobování těchto obchodů bude ziskové. Zatímco „legální“ insider trading není založen na neveřejných informacích, někteří investoři nicméně věří, že firemní insideři mohou mít lepší přehled o “zdraví“ společnosti a že jejich obchodování zprostředkovává důležité informace.
Všeobecně je uznávaná teorie, že insider trading emitentům cenných papíru zvedá cenu kapitálu, což vede k poklesu celkového ekonomického růstu.

## Legální insider trading
Legální obchody u insiderů jsou běžné. Zaměstnanci často vlastní akcie nebo opce na akcie veřejně-obchodovaných firem. V USA jsou tyto obchody zveřejněny skrz evidenci SEC (Securities and Exchange Commission).

## Nelegální insider trading
Zákony proti insider tradingu na neveřejné informace existují ve většině zemí na světě, ačkoli detaily a síla, jak je prosadit, se značně liší. Spojené státy jsou vnímány jako země s nejpřísnějšími zákony proti nelegálnímu insider tradingu.

### Definice „insidera“
V USA a Německu, pro povinné ohlašovací účely, jsou firemní insideři definováni jako firemní vedoucí pracovníci, ředitelé a vlastníci, kteří mají přes 10 % kmenových akcií společnosti. Obchody, uzavřené takovými insidery na vlastních akciích firmy, které jsou založené na neveřejných informacích, jsou považovány za podvod, poněvadž insideři porušují fiduciární povinnost, kterou jsou zavázáni vlastníkům. Firemní insider pouhým nastoupením do zaměstnání převzal právní závazek k akcionářům, že bude hájit zájmy akcionářů před svými vlastními v záležitostech týkajících se společnosti. Jestliže insider kupuje nebo prodává firmou vlastněné informace, tak tím porušuje svůj závazek k akcionářům.
Např.: nelegální insider trading by nastal za situace, když by se výkonný ředitel společnosti A dozvěděl, ještě před uveřejněním, informace, že společnost A bude převzata, a nakoupil by akcie společnosti A s vědomím, že kurz akcie pravděpodobně vzroste.
Podle soudnictví ve Spojených státech a mnoha dalších zemích. Insider trading se netýká pouze firemních pracovníků a velkých akcionářů, ale může také zahrnovat jednotlivce, kteří obchodují s akciemi na základě neveřejných informací v rozporu se závazkem důvěry. Např.: tento závazek může být prolomený v případech, kdy firemní insider dá tip příteli o neveřejných informacích, které pravděpodobně budou mít efekt na kurz akcie. Povinnost, kterou je firemní insider zavázán společnosti, je nyní připsána příteli. Přítel zneužije závazku vůči společnosti, pokud bude obchodovat na základě těchto informací.

### Zodpovědnost za insider trading
Zodpovědnosti za insider trading se nelze zbavit v případě, že informace byla poskytnuta jako protislužba, pokud-li osoba, která přijala tuto informaci věděla nebo měla vědět, že tato informace je majetek společnosti.
Např.: jestliže by výkonný ředitel společnosti A nevyužil utajených zpráv o převzetí, ale místo toho předal tyto informace svému švagrovi, který jich využil, tak se také jedná o nelegální insider trading.

### Teorie zpronevěry
Novější pohled na insider trading „teorie zpronevěry“ je nyní součástí práva Spojených států. Tvrdí, že kdokoliv kdo zpronevěří nebo ukradne informaci od svého zaměstnavatele, a zneužije této informace u jakékoliv akcie (nemusí to být nutně akcie zaměstnavatele), je obviněn z insider tradingu.
Např.: jestliže novinář, který pracuje pro společnost B, se dozví o převzetí společnosti A, zatímco vykovával svou práci a nakoupí akcie společnosti A, tak se dopouští nelegálního insider tradingu. Ačkoliv novinář neporušil fiduciární povinnost vůči akcionářům společnosti A, mohl ji porušit vůči akcionářům společnosti B. Za předpokladu, že zpravodajský tisk nedovoloval reportérům zneužít zpráv, které byly utajené.

### Důkaz zodpovědnosti
Prokázat někomu, že je zodpovědný za obchod, může být složité, protože se obchodníci mohou snažit skrýt za mandatáře, offshore společnosti nebo zmocněnce. Nicméně, SEC vyšetřuje přes 50 případů ročně, a mnoho dalších je vyřešeno administrativně mimo soud. SEC a některé burzy aktivně monitorují obchodování a hledají podezřelé aktivity.

### Zneužívání informací obecně
Ne všechna zneužití informací lze považovat za nelegální insider trading. Např.: V době Vašeho oběda v restauraci slyšíte, jak u vedlejšího stolu výkonný ředitel společnosti A říká finančnímu řediteli, že zisk společnosti bude větší, než se čekalo. A Vy poté nakoupíte tyto akcie, tak nejste vinni z insider tradingu, dokud nebude bližší vztah mezi Vámi, společnosti a jejími vrcholnými představiteli. Ačkoliv, informace o veřejné nabídce (obvykle týkající se fúze nebo akvizice) jsou zadržovány na vyšší úrovni. Pokud získáte takový druh informace (přímo nebo nepřímo) a máte důvod věřit, že tato informace je neveřejná, máte povinnost oznámit to nebo se vyhnout obchodování.

### Sledování insider obchodů
Od té doby, co insideři musí oznamovat své obchody, ostatní často tyto obchody sledují. Taktéž existuje škola investování, která následuje kroky insiderů. Samozřejmě se vystavujete riziku, že insider nakupuje za účelem pozvednutí důvěry investorů a prodává z důvodů, které se netýkají finančního zdraví společnosti (např.: chuť diverzifikovat nebo platba osobních výdajů).

## Analýza cenných papírů a insider trading
Analytici sbírají a vyhodnocují informace, mluví s vedoucími pracovníky firmy a jinými insidery a dávají doporučení obchodníkům. Takto mohou jejich aktivity jednoduše překročit hranici zákona, pokud nejsou dostatečně opatrní. CFA Institut ve svém etickém kodexu prohlašuje, že analytici by měli vydat veškeré své úsilí, aby všechny zprávy byly dostupné všem klientům brokerů. Analytici by nikdy neměli zveřejňovat neveřejné informace, s výjimkou snahy udělat tyto informace dostupné široké veřejnosti. Nicméně, zprávy analytiků mohou obsahovat různé informace, které jsou shromážděny tak, aby neporušovaly zákon o insider tradingu (mozaiková teorie). Tyto informace mohou zahrnovat jak neveřejné, tak i veřejné informace, které mohou zvýšit svou cenu (když jsou vhodně sestaveny a zdokumentovány).

## Argumenty pro legalizaci insider tradingu
Někteří ekonomové a právní vědci (např.: Henry Manne, Milton Friedman, Thomas Sowell, Daniel Fischel, Frank H. Easterbrook) stojí za tím, aby byl zákon, který dělá z insider tradingu nelegální činnost, zrušený. Tvrdí, že insider trading, založený na neveřejných informacích, prospívá investorům obecně tím, že rychleji uvádí nové informace na trh.
Držitel Nobelovy ceny za ekonomii Milton Friedman řekl: „Chcete více insider tradingu, ne méně. Chcete dát lidem s největší pravděpodobností informace o nedostatcích společnosti, stimul veřejnosti, aby se o tomto dozvěděla“. Friedman nevěřil, že po obchodnících by mělo být požadováno, aby zveřejnili své obchody, protože samotný tlak nakupování a prodávání je informací pro trh.
Další kritici tvrdí, že insider trading je trestný čin bez obětí: Kupující a prodávající, kteří chtějí obchodovat, souhlasí s obchodem majetku, který legálně vlastní prodávající. Obchod byl proveden bez předchozí smlouvy mezi stranami, že upustí od obchodování, pokud budou existovat asymetrické informace.
Zastánci legalizace se také často ptají, proč obchodování, kde jedna strana má více informací než druhá, je legální na jiných trzích, jako je trh nemovitostí, ale ne na akciovém trhu. Např.: pokud geolog tuší s vysokou pravděpodobností, že pod půdou farmáře Smitha se nachází ropa. Má právo udělat nabídku panu Smithovi na koupi půdy a koupit ji bez toho, aby předtím oznámil geologické údaje farmáři Smithovi. Nicméně, okolnosti, za kterých by se geolog dopustil podvodu, by mohly nastat, kdyby geolog byl farmáři zavázán a neodkryl by informace, například kdyby byl najat farmářem Smithem, aby ohodnotil geologii jeho farmy.
Obhájci legalizace hájí svobodu projevu. Trest za komunikaci o rozvoji souvisejícím s cenami akcií v dalších dnech se může jevit jako akt cenzury. Pokud je informace, která je zprostředkována, vhodná a firemní insider se zavázal, že ji nezveřejní, nemá žádné další právo ji sdělit. Nesmí říct například důvěrné informace o společnosti jako je design nových produktů, formule nebo hesla od bankovních účtů.
Na trhu komodit existuje velice slabé právo proti insider tradingu. Když už ne z jiného důvodu, tak samotné pojetí insidera není podobné komoditám (např.: kukuřice, pšenice, ocel atd.). Nicméně, aktivity jako front running jsou nezákonné podle amerického komoditního práva. Např.: broker specializující se na komodity může být obviněn z podvodu, pokud přijme příkaz k nákupu od klienta a pak nakoupí tuto komoditu před vykonáním klientova příkazu tak, aby měl zisk z očekávaného růstu cen.